# جو ماكدونالد (لاعب كرة قاعدة)
جو ماكدونالد (بالإنجليزية: Joe McDonald)‏ هو لاعب كرة قاعدة أمريكي، ولد في 9 أبريل 1888 في Dent, Missouri ‏ في الولايات المتحدة، وتوفي في 30 مايو 1963 في باي تاون في الولايات المتحدة.

## وصلات خارجية
- جو ماكدونالد على موقعبيزبول رفرنس.كوم (الدوري الرئيسي) (الإنجليزية)
- جو ماكدونالد على موقعبيزبول رفرنس.كوم (الدوري الثانوي) (الإنجليزية)